# 上野隆紘
上野 隆紘（うえの たかひろ、1941年〈昭和16年〉12月18日 - ）は、日本のアナウンサー。元中国放送（RCC）アナウンサー。忠犬ハチ公の飼い主である上野英三郎の親戚にあたる。血液型はA型。

## 略歴
三重県津市（旧：久居市）出身。日本大学芸術学部放送学科卒。ラジオ三重（かつて存在した三重県の放送局。現在の東海ラジオ放送の前身）で局アナを務めた後、1965年中国放送（当時はラジオ中国）に入社。現場にこだわり約30年間にわたって広島市民球場から広島東洋カープの模様をラジオ・テレビの視聴者に届けた。ラジオ・テレビの実況の回数はRCC最多記録であり、1975年、カープが初優勝した時のラジオ実況も務めた。広島市民球場は昔はグラウンドの水はけが悪く、大雨の日に実況席の入口まで浸水することもあり、解説を務めたカープ初代監督・石本秀一をおんぶして浸水してないところまで運んだこともある。広島県人にとってはダミ声でお馴染みだった。
代表的な担当番組として、「なんでもジョッキー」、また「三度のメシより上野隆紘」があり、後者は歴代のRCCのラジオ番組最多のリスナーを抱える番組になった。この記録は2011年1月現在更新されていない。
2003年4月からは、平成ラヂオバラエティごぜん様さまにてパーソナリティを務めた。2010年4月からは月・火は勝さやか、水曜は世良洋子元アナと出演していた。2012年3月をもって“卒業”した。
2012年7月5日のごぜん様に電話で出演し、現在は千葉県千葉市在住であるという。

## 人物・エピソード
- トレードマークはテレビ出演を機会に伸ばし始めたヒゲとバンダナ。史跡探訪とお酒を愛する。
- 現在のようにワイドショー色が強くなく、地方ロケ中継が番組の柱であった最初期の「アッコにおまかせ!」にレポーターとして出演したことがある。

## 担当番組

### ラジオ
- 平成ラヂオバラエティごぜん様さま（月〜金　9:00〜11:29。月・火・水曜担当）
- スポーツ実況（RCCカープナイターでの野球実況）
- 三度のメシより上野隆紘
- 上野隆紘のいいとも倶楽部[4]
- なんでもジョッキー

### テレビ
- ごじテレ。
- なんでもワイド3時間・なんでもワイド